# Emerich III. Batthyány
Hrabě Emerich III. Batthyány z Német-Újváru (maďarsky Németújvári gróf Batthyány Imre, 23. ledna 1791, Szabadbattyán - 16. září 1874 tamtéž) byl uherský šlechtic, zastával úřad zalanského župana a skutečného tajného rady.

## Život
Narodil se jako syn hraběte Emericha II. Batthyányho (1742-1819), potomka starobylého šlechtického rodu Batthyányů z Németújváru, a jeho manželky hraběnky Anny z Halleru (1757-1814).
Vystudoval gymnázium v Székesfehérváru a v roce 1797 studoval poezii u Benedeka Virága a poté v letech 1797-1800 filozofii a práva na pešťské univerzitě Loránda Eötvöse. Po dokončení studií a složení advokátní zkoušky se stal soudcem sedmičlenné rady a později županem Zalanské župy.
Jako královský vrchní stájník sloužil na dvou korunovacích uherských králů Ferdinanda V. v roce 1830 a Františka Josefa I. v roce 1867. Byl rytířem řádu zlatého rouna, řádu svatého Štěpána, skutečným tajným radou.
Dne 20. srpna 1812 se oženil s hraběnkou Alžbětou Majláthovou ze Székely († 1876), s níž měl dceru Amálii (1818-1867).
V roce 1861 se z důvodu vysokého věku stáhl do ústraní.
Hrabě Emerich III. Batthyány z Német-Újváru zemřel 16. září 1874 v Szabadbattyánu.

## Spisy
- Versus heroici de pace confecta. Pestini 1797.
- Assertiones ex universa physica. Tamtéž, 1798.